# Pescara
Pescara je italské město v oblasti Abruzzo, hlavní město stejnojmenné provincie. Leží u Jaderského moře a sídlí v něm univerzita. V roce 2011 zde žilo 122 903 obyvatel. Počtem obyvatel převyšuje Pescara i hlavní město Abruzza L'Aquilu.

## Geografie
Město leží při ústí řeky Aterno-Pescara do moře a na úpatí Abruzských Apenin, nedaleko leží lyžařské středisko Passo Lanciano. V okolí Pescary se nachází 20 km pláží.

## Historie
Původními obyvateli byli Vestinové, pod nadvládou Římanů se osada nazývala Aternum. Moderní Pescara vznikla spojením sousedních sídel v roce 1927. Za druhé světové války značně utrpěla spojeneckým bombardováním.

## Ekonomika
Pescara žije převážně z rybolovu a turistického ruchu, nachází se zde obchodní přístav i letiště. Sídlí zde firma De Cecco, která je třetím největším výrobcem těstovin na světě.

## Kultura
Narodili se zde spisovatelé Gabriele D'Annunzio a Ennio Flaiano. Na Flaianovu počest se každoročně koná filmový festival. Modernímu výtvarnému umění je věnováno muzeum, pojmenované po básnířce Vittorii Colonně. V centru města se nachází katedrála Cattedrale di San Cetteo Vescovo e Martire z roku 1938, kterou projektoval Cesare Bazzani.

## Sport
Tradičním fotbalovým klubem ve městě je Delfino Pescara 1936, který odehrál sedm sezón v Serií A. Domácí zápasy hraje na Stadio Adriatico – Giovanni Cornacchia pro 20 000 diváků. Nachází se zde také Stadion Adriano Flacco, pojmenovaný po místním fotbalistovi.
V roce 2009 hostila Pescara Středomořské hry.

## Sousední obce
Chieti (CH), Francavilla al Mare (CH), Montesilvano, San Giovanni Teatino (CH), Spoltore

## Partnerská města
- Arcachon, Francie
- Messina, Itálie
- Miami Beach, Florida, USA
- Neapol, Itálie
- Split, Chorvatsko
- Lima, Peru
- Brescia, Itálie
- Casale Monferrato, Itálie